# 都市システム
都市システム（としシステム、英語: urban system）とは、関連性を持つ複数の都市の集合のことである。これらの都市において、ある都市での事象（経済活動、産業など）は他の都市に影響を及ぼしていく。
都市システムを考察するときは都市を点として扱い、都市はグラフ理論におけるノードに、都市間の関係性はリンクとして表現される。都市システム研究では、都市群（ノード）に着目した研究と、都市間関係（リンク）に着目した研究がある。

## 分析方法
都市システムの分析方法の例として、順位・規模法則や中心地理論を挙げることができる。

### 順位・規模法則

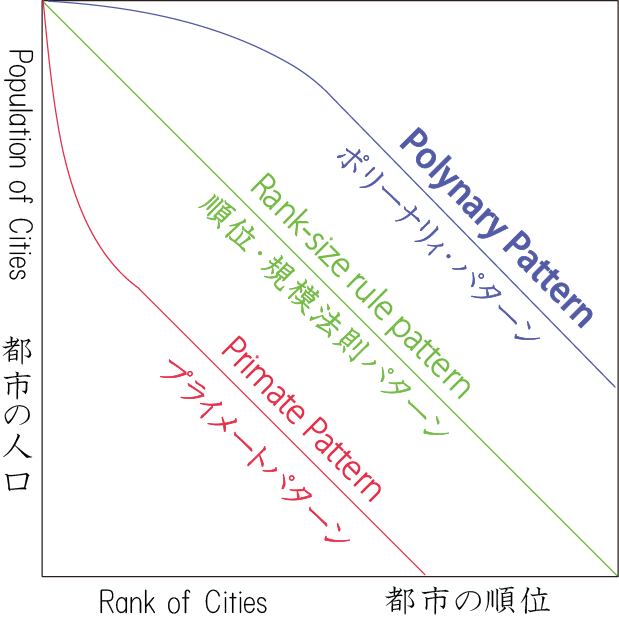
都市の人口と都市の順位の関係を示した両対数グラフ。

順位・規模法則（rank-size rule）は、都市の順位と人口規模が反比例の関係をとる法則のことであり、{\displaystyle P_{r}}を順位{\displaystyle r}の都市の人口、{\displaystyle r}を当該都市の人口規模順位、{\displaystyle q}を定数、{\displaystyle P_{1}}を最大都市の人口としたとき、
{\displaystyle P_{r}={\frac {P_{1}}{r^{q}}}}
という関係式が成立する。この法則は先進国で都市化が進行している場合に成立しやすい。
一方、小規模な国や、都市化の全国的な進行が完了していない国においては、最大都市の人口が2番目の都市と比較して大きくなりプライメイトシティがみられるほか、都市の順位と人口規模の関係がプライメイトパターンとなる。概して地域内での流通、他国との貿易が発展するほどプライメイトパターンから順位・規模パターンへ変化する。ただしオーストラリアでは人口が最大規模の都市が複数あることから、ポリーナリィパターンが見られる。

### 中心地理論

クリスタラーの中心地理論における、それぞれの中心地の階層

中心地理論（central place theory）はヴァルター・クリスタラーにより提唱された、都市の数や規模と分布の関係性についての理論である。この理論は都市の一要素としての中心地の考察のほか、中心地の階層性についても検討しており、都市システムの研究のうえで重視されている。
中心地に立地する施設を周辺住民が利用することで、中心地に人々が集まり、当該地域は中心地としての機能を持つようになる。中心地には複数の規模があり、中心地の機能が及ぶ周辺地域が広い場合は高次の中心地とよび、狭い場合は低次の中心地とよばれる。

## スケール
都市システムを考察するときは、取り扱う都市群のスケールを自由に設定できる。例えば、ラリー・ボーンは都市システムとして、国家的都市システム、地域的都市システム、日常的都市システムの3つを提示した。
国家的都市システム（national urban system）は、大都市同士の都市群システムのことであり、経済的刺激や情報伝達などによって都市群が結合している。例えば、日本全国を単位とした国家的都市システムを考えることができる。なお森川洋は国家的都市システムが、都市システムの中でも一体性が強いものとみなし、研究対象としての重要度の高さを指摘している。
地域的都市システム（regional urban system）は、大都市と周辺都市との都市群システムのことであり、交通・通信・医療などによって都市群が結合している。地域的都市システムは国家的都市システムの一部（サブシステム）であり、例えば、日本では都道府県や地方ブロックを単位とした地域的都市システムを考えることができる。
日常的都市システム（daily urban system）は、都市と都市圏から構成され、都市に居住する住民の生活圏内の地域システムのことであり、通勤・通学や買い物などの人々の移動が行われている。ここでは都市を面的に考察することとなる。
ボーンの分類のほかに、国際的都市システム（international urban system）を考えることも可能である。国際的都市システムは、異なる国の都市を結びつける、世界規模の都市システムである。